# グアム作戦
グアム作戦（グアムさくせん、瓦無作戦）は、太平洋戦争で日本軍が実施した南方作戦内の作戦の一つ。陸海軍中央協定で定められた作戦名称はG作戦。

## 計画
1941年10月末、陸海軍は対米英蘭作戦の計画をそれぞれで決定し、開戦劈頭、海軍のハワイ空襲とともに、陸軍は海軍と協同し、主力をもってフィリピン及びマレー半島を席巻し、蘭印を攻略して資源地を確保し、戦争遂行態勢確立を企図した。これら陸海軍の主作戦と並行して、開戦初期に実施するグアム、ウェーク攻略戦、ビスマルク諸島攻略など中南部太平洋方面の作戦は、南東太平洋の戦略態勢を有利にし、連合軍の反撃基地を覆滅して南方進攻作戦の左側面を掩護する支作戦であり、主として海軍が担当し、陸軍は南海支隊をもって協同することになっていた
グアム島攻略における陸海軍中央協定は、ビスマルク諸島攻略（R作戦）に関するものも含めて指示された。陸海軍中央協定では作戦目的を「瓦無（グアム）島及「ビスマルク」諸島の要地を攻略して南洋諸島方面に対する敵の脅威を封殺するに在り」と定め、作戦方針を「陸海軍協同して作戦初頭瓦無島を攻略し次て機を見て「ラバウル」を攻略して航空基地を獲得する」と定められた。また、グアム作戦の名称は「G作戦」と定められた。

## 経過
記載時間は日本時間。

### 準備
1941年11月、陸海軍中央協定が成立した。14日と15日の両日、協定の「開戦に決せは成る可く速なる時機に左の陸海軍指揮官（又は同予定者）をして東京又は適宜の地点に於て作戦に関する協定を行はしむ」により、第四艦隊司令長官と南海支隊長との間に陸海軍現地協定が協議決定され、下旬に正式に締結された。
21日、南洋部隊命令作第一号が発令され、グアム島攻略の第一兵力部署が定められ、開戦前最後の南洋部隊内の作戦会議がトラックで実施された。

### 実施
1941年12月8日午前5時、グアム島攻略部隊指揮官は航空部隊にグアム島攻撃を命令し、戦闘が開始した。10日午前3時、奇襲上陸に成功。午前6時過ぎ、グアムの米人、原住民は日本海軍指揮官に降伏した。